# Nikrom

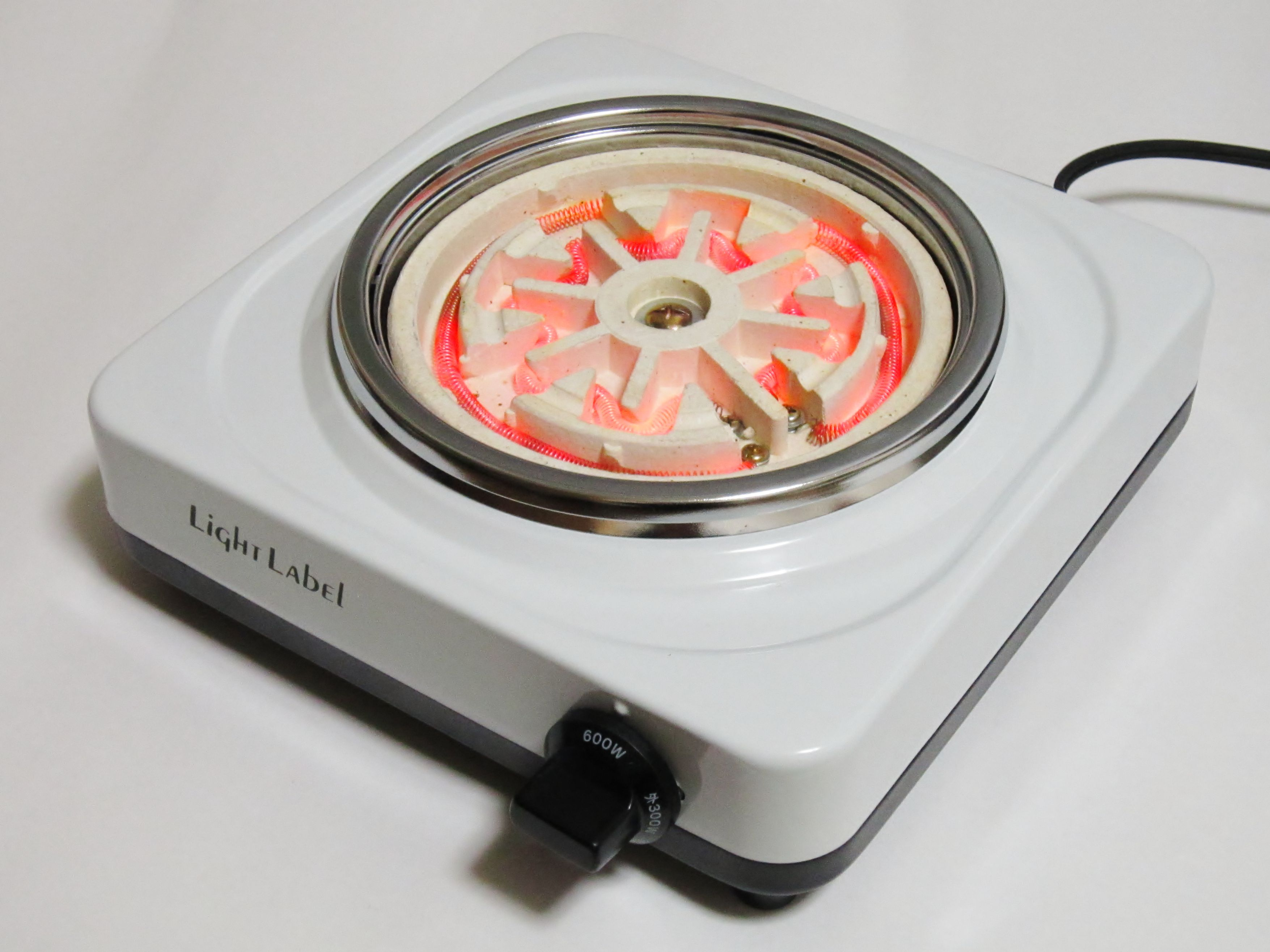
Elspis med värmetråd av nikrom.

Nikrom, även Nichrom (nichrome) är en legering bestående av 50-90 % nickel och 10-35 % krom, samt ibland upptill 25 % järn och några procent mangan, molybden eller kisel.
Den är motståndskraftig mot korrosion och används bland annat till ljuddämpare för motorfordon.
Legeringen är smidbar i varmt och kallt tillstånd men blir sprödare med stigande kromhalt. Den har stor motståndsförmåga mot oxidation även vid hög temperatur och mot inverkan av syror. Nikrom används som upphettningselement i elektriska ugnar, kokkärl, strykjärn med mera, till pyrometerskyddsrör, brännarmunstycken och dylikt samt i den kemiska industrin till behållare och konstruktionsdelar, utsatta för stark värme eller angrepp av syror.
Nikrom med järninnehåll kallas ofta kromnickel.